# Дитва (агрогородок)
Дитва́ (бел. Дзітва́) — агрогородок в Лидском районе Гродненской области на западе Республики Беларусь. Административный центр Дитвянского сельсовета.

## История
В 1970 году для размещения работников торфодобывающего предприятия был заложен рабочий посёлок Дитва.
До 1978 года Дитва входила в состав Круповского сельсовета.
С 2009 года посёлок получил статус агрогородка.

## Инфраструктура
Очень хорошо развита социальная инфраструктура, здесь имеются Дитвянская средняя школа, детский центр развития ребенка, филиал музыкальной школы, филиал СДЮШОР № 3, 1 государственный и два частных магазина, баня, Дом культуры, библиотека, врачебная амбулатория, аптека, отделение почтовой связи, комплексный приёмный пункт, два общежития, гостиница, костёл и церковь.

## Население
Население по переписи 2009 года составляло 1569 человек.
Ниже вы можете увидеть демографические изменения с 1999 по 2009 годы.
| 1999 | 2009  |
| ---- | ----- |
| 1712 | ↘1569 |

## Транспорт
Между Дитвой и Лидой организовано транспортное сообщение, ежедневно курсируют четыре рейса автобусов местного автопарка № 2 и одиннадцать рейсов маршрутного такси. Расстояние до районного центра города Лиды — 12 км.

## Экономика
В агрогородке располагается одно из самых крупных торфопредприятий Белоруссии ОАО «Торфобрикетный завод «Дитва»., филиал СМТ «Белтопливострой» СМУ № 2, молочно-товарная ферма «Кульбаки» и четыре фермерских хозяйства.

## Культура
- Дом культуры
- Краеведческий музей «Сялянская сядзіба канца XIX – пачатку XX стагоддзя» ГУО «Дитвянская средняя школа»
- Музей узкоколейной техники

## Достопримечательность
- Костёл Святого Казимира.
- Церковь.
- Памятный камень "Пасёлак Дзітва заснаваны ў 1970 годзе".

## Галерея

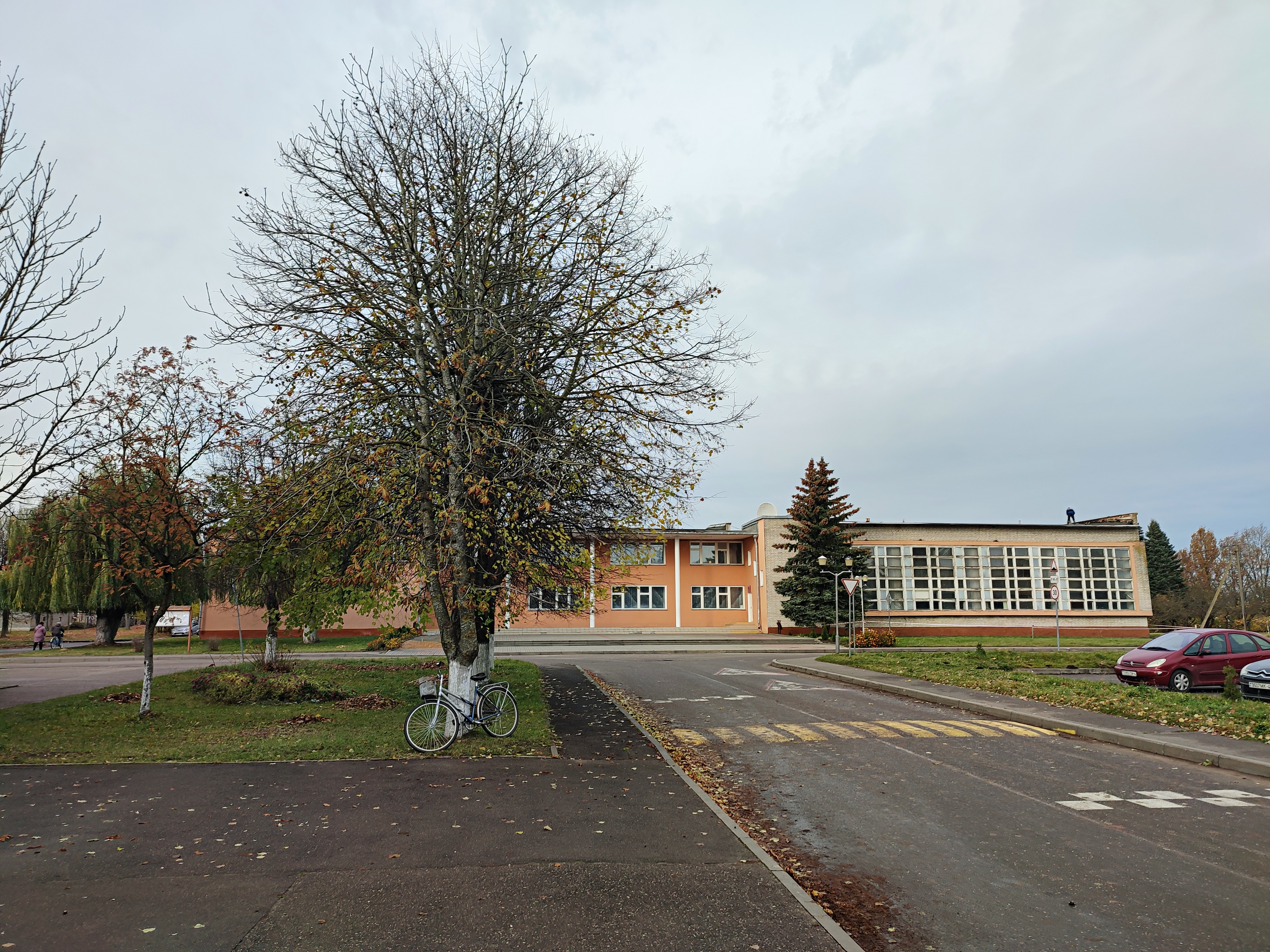
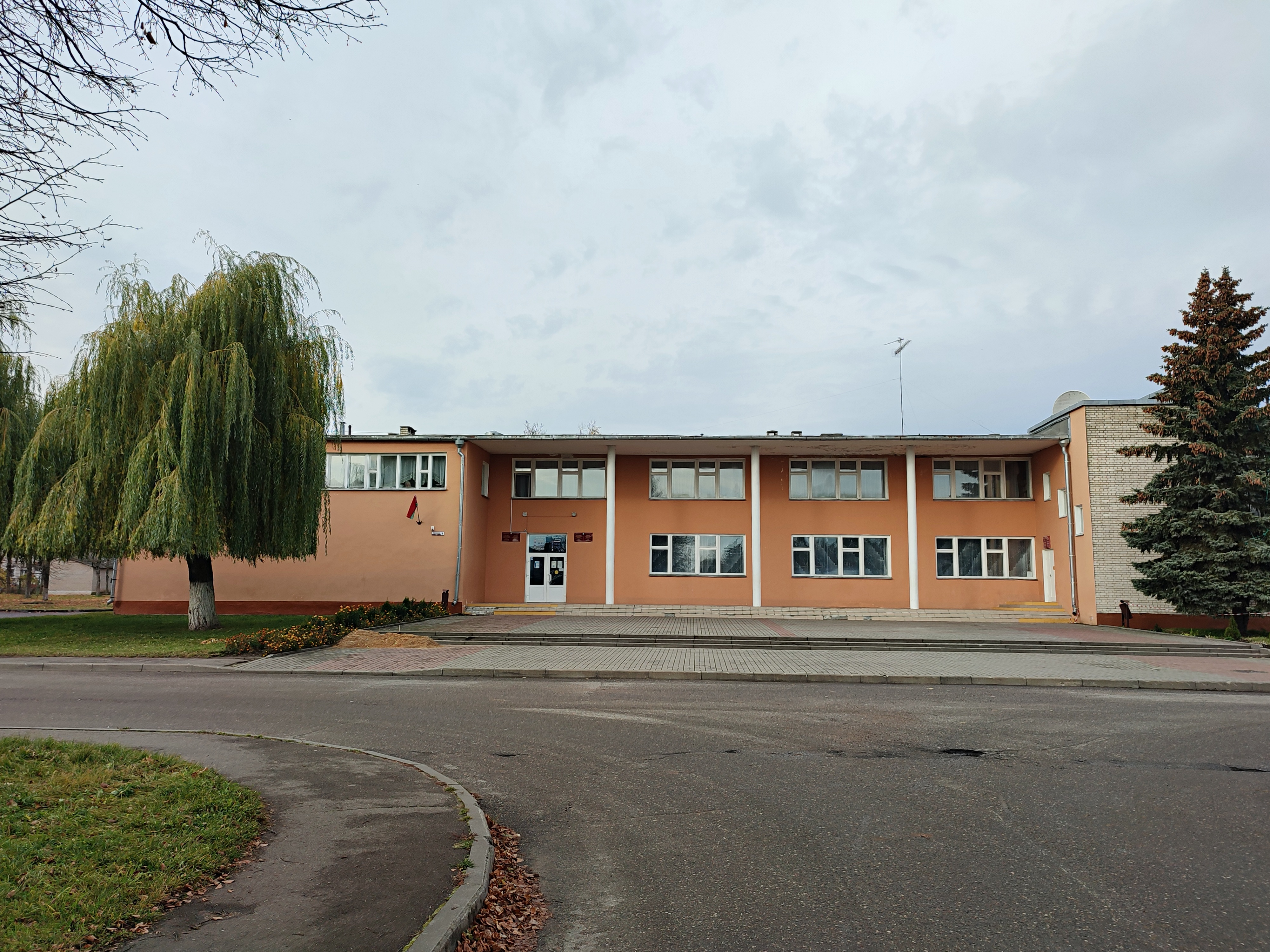
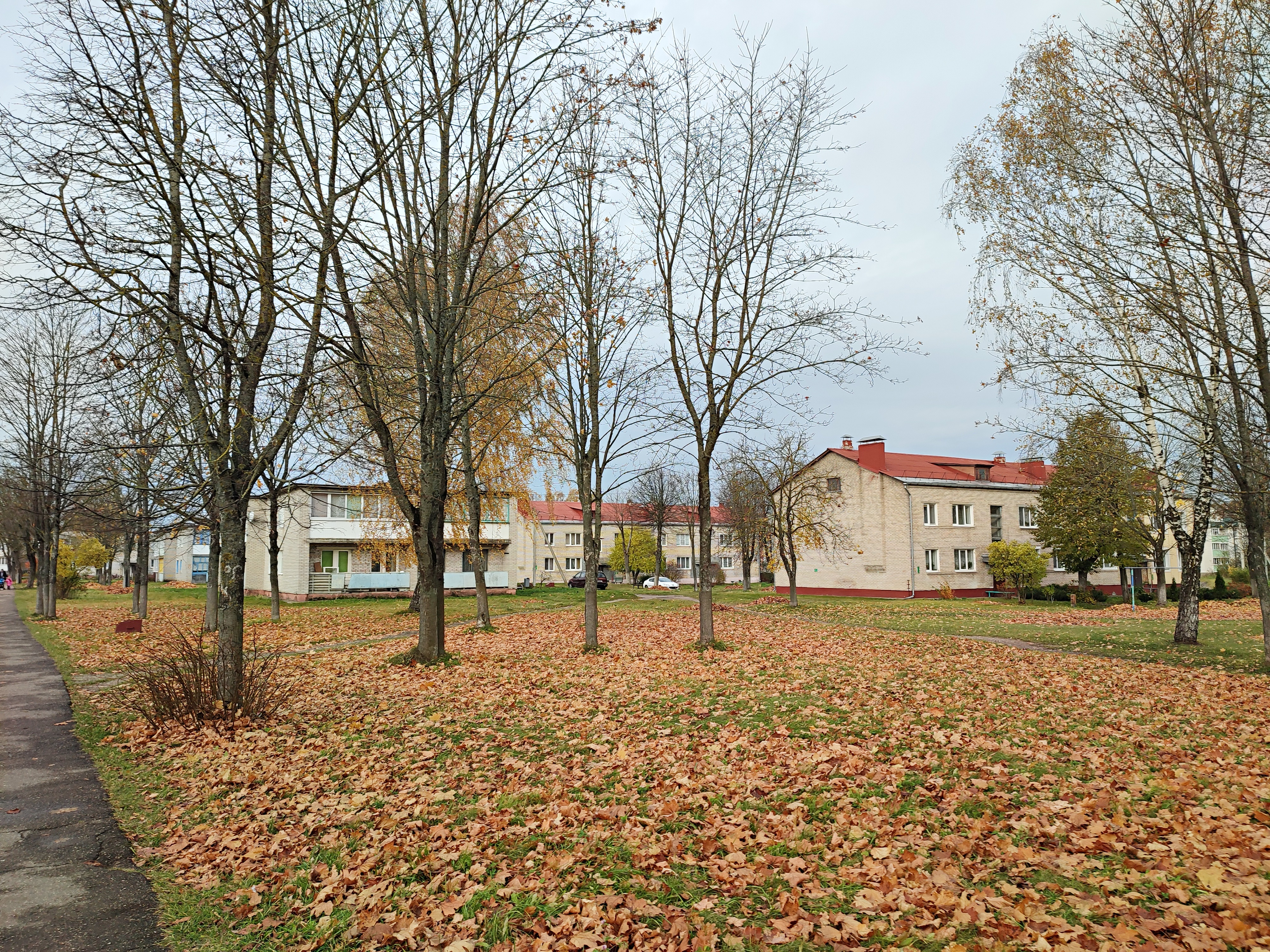
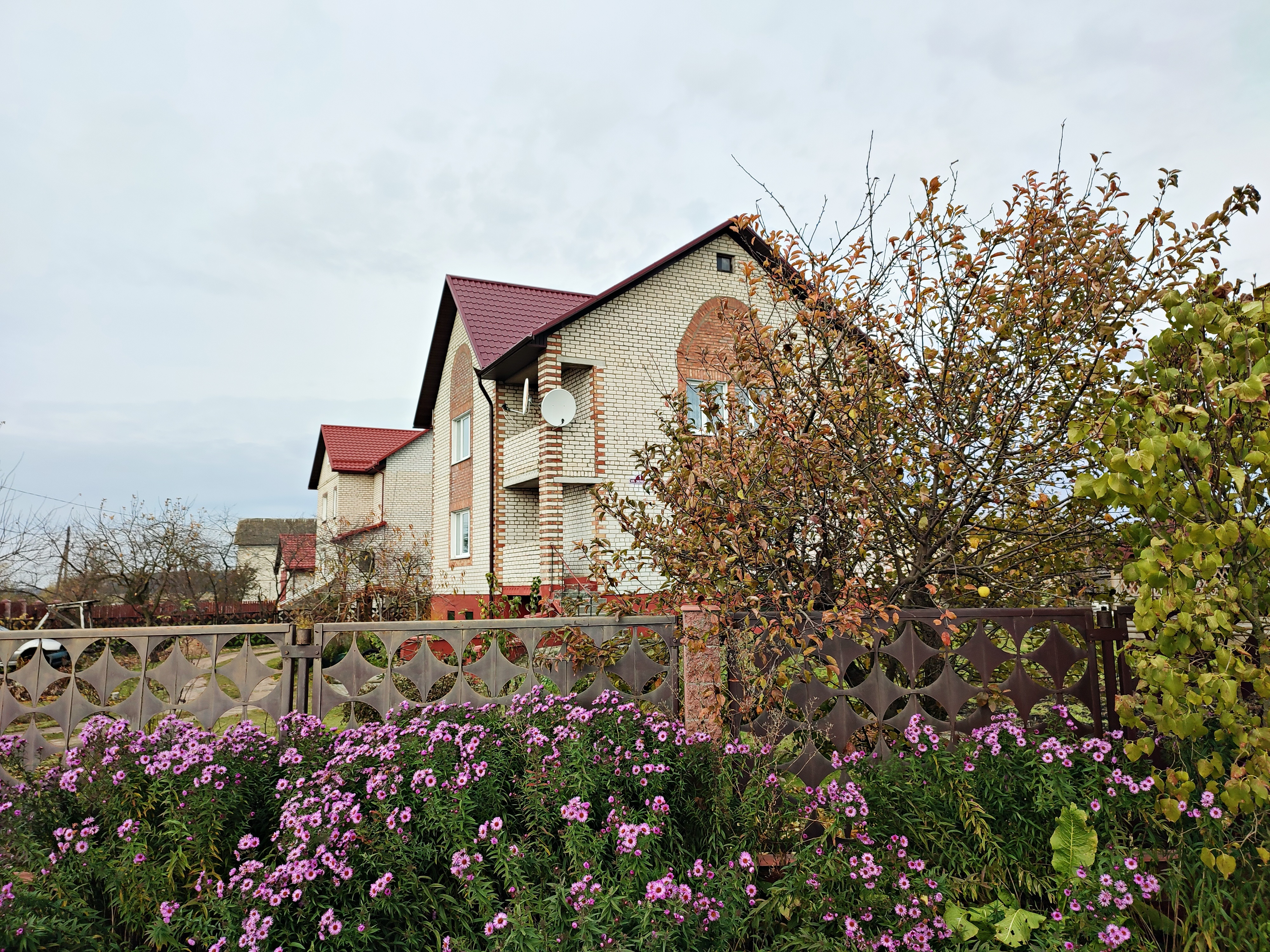
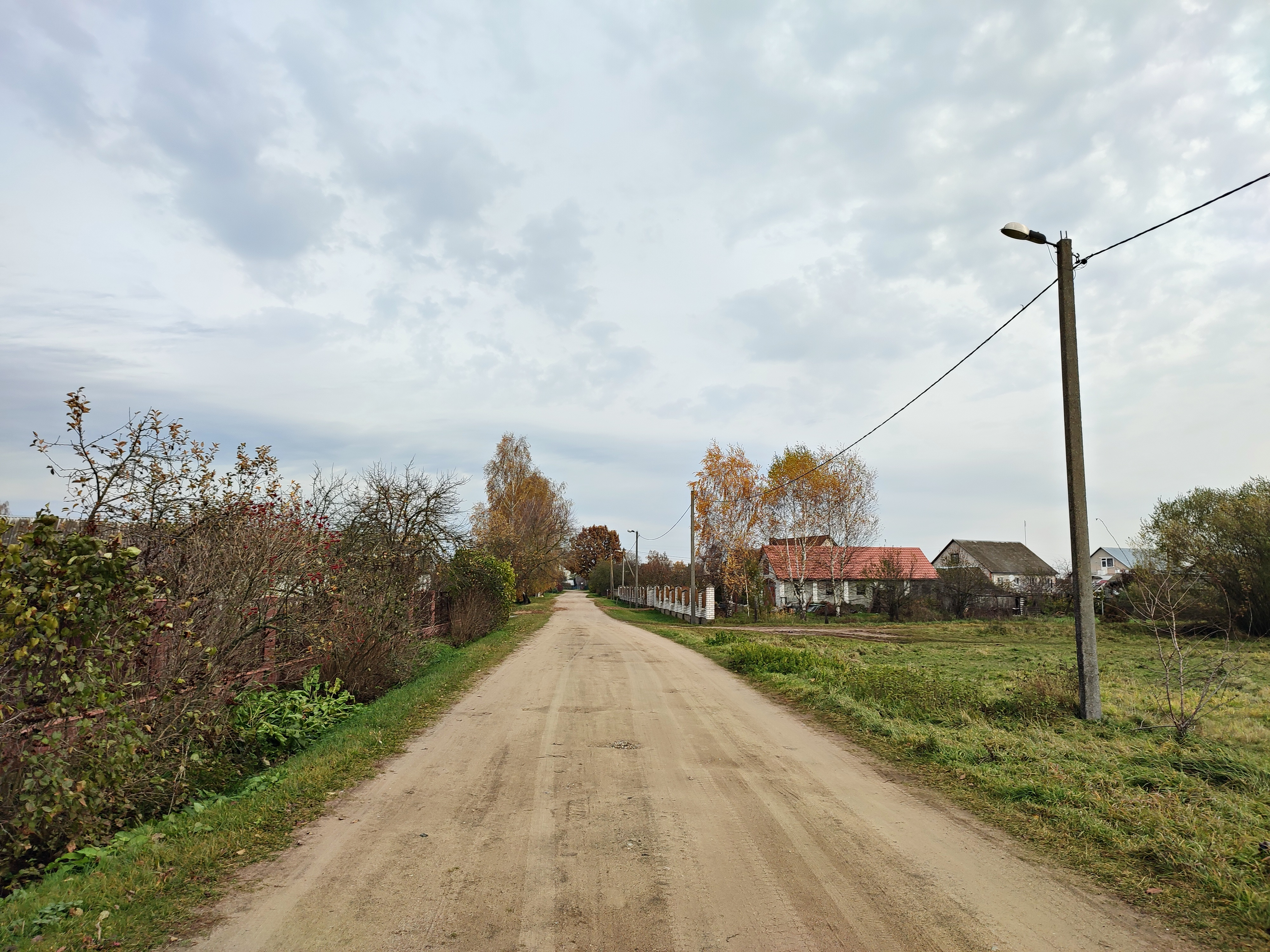